# Anton Alekseyevich Belov
Anton Alekseyevich Belov (tiếng Nga: Антон Алексеевич Белов; sinh ngày 2 tháng 5 năm 1996) là một cầu thủ bóng đá người Nga. Anh đang thi đấu cho câu lạc bộ FC Pyuink.

## Sự nghiệp câu lạc bộ
Anh có màn ra mắt tại Giải bóng đá chuyên nghiệp quốc gia Nga cho Zenit Penza vào ngày 16 tháng 4 năm 2017 trong trận đấu với FC Energomash Belgorod.
Anh có màn ra mắt cho đội một của F.K. Anzhi Makhachkala vào ngày 20 tháng 9 năm 2017 trong trận đấu tại Cúp quốc gia Nga trước F.K. Luch-Energiya Vladivostok.
Belov có trận đấu ra mắt giải Ngoại hạng Nga cho Anzhi vào ngày 15 tháng 3 năm 2019 trong trận đấu gặp FC Krylia Sovetov Samara.
Ngày 17 tháng 6 năm 2019, Anzhi thông báo rằng Belov đã rời câu lạc bộ để gia nhập FC Pyunik của Armenia.